# Leonarda
Leonarda je žensko osebno ime.

## Izvor imena
Ime Leonarda je ženska različica imen Lenart oziroma Leon.

## Pogostost imena
Po podatkih Statističnega urada Republike Slovenije je bilo na dan 31. decembra 2007 v Sloveniji število ženskih oseb z imenom Leonarda: 47.

## Osebni praznik
V koledarju je ime Leonarda zapisano skupaj z Lenartom; god praznuje 6. novembra ali pa 22. novembra.